# 西托韋湖
西托韋湖（烏克蘭語：Ситове），是烏克蘭的湖泊，位於該國中部切爾卡瑟州，屬於第聶伯河的流域，長0.72公里、寬0.2公里，最大水深1米，該湖泊被用作捕魚。
49°45′07″N 31°31′59″E / 49.75194°N 31.53306°E